# Трёхмарьино
Трёхмарьино — посёлок в Волоколамском районе Московской области России.
Относится к сельскому поселению Чисменское, до муниципальной реформы 2006 года относился к Анинскому сельскому округу. Население — 73 чел. (2010).
До 1997 года — посёлок Волоколамского базисного питомника. Переименован в соответствии с Решением Московской областной думы от 26.02.97 № 10/122 «О переименовании отдельных населённых пунктов Московской области».

## Расположение
Посёлок Трёхмарьино расположен у Волоколамского шоссе примерно в 7 км к востоку от центра города Волоколамска. Связан автобусным сообщением с районным центром и посёлком городского типа Сычёво. Ближайшие населённые пункты — деревня Ядрово и посёлок при станции Матрёнино. У посёлка Трёхмарьино берёт начало река Городня (бассейн Иваньковского водохранилища).

## Население
| 2002 | 2006 | 2010 |
| ---- | ---- | ---- |
| 82   | ↗102 | ↘73  |